# Haplocytheridea placentiaensis
Haplocytheridea placentiaensis is een mosselkreeftjessoort uit de familie van de Cytherideidae. De wetenschappelijke naam van de soort is voor het eerst geldig gepubliceerd in 1975 door Teeter.